# XX округ (Будимпешта)
XX округ (мађ. XX. kerület) или Пештержебет (мађ. Pesterzsébet) је један од 23 округа Будимпеште.